# Ty Segall
Ty Segall (Laguna Beach, 8 giugno 1987) è un musicista e cantautore statunitense.
È solitamente conosciuto come cantante e chitarrista, ma è anche un batterista. Come solista è al suo ottavo album in studio e nel frattempo collabora con molte altre band legate tra le quali Fuzz, The Traditional Fools, Epsilons, Party Fowl, Sic Alps, GØGGS, The Perverts, e Ty Segall Band.

## Biografia
Comincia la sua carriera come musicista part-time in diverse formazioni underground californiane, per diventare poi nel 2008 uno strumentista solista. Il primo lavoro di Ty Segall è un album dal titolo Horn The Unicorn pubblicato dall'etichetta discografica Wizard Mountain (successivamente riproposto dalla HBSP-2X unicamente su vinile). In quel periodo con la stessa etichetta produce un nuovo album contenente canzoni del gruppo Superstition insieme a Ty Segall dal titolo Halfnonagon. Il suo secondo album intitolato Ty Segall è stato pubblicato nel 2008 dalla Castle Face Records. L'album è seguito dall'uscita di una serie di singoli su vinile ed un LP con la band Black Time. Nel 2009 esce il suo terzo album, Lemons, prodotto dalla Goner Records . A questa uscita segue la pubblicazione di altri 45 giri e un LP dal titolo Reverse Shark Attack, registrato con il suo collaboratore e amico Mikal Cronin.
Quando gli chiesero del suo sesto album, Twins,Ty Segall rispose: «I want to do a total glam Stooges-meets-Hawkwind or Sabbath, something like that. I think that would be super fun. I want to throw people off. I want to make a really heavy record: evil, evil space rock. Put a little Satan in space and you got the sound.»
Nel 2012 pubblica tre album in collaborazione con Hair, White Fence (pubblicato ad aprile) Slaughterhouse (pubblicato il 26 giugno), registrato con la Ty Segall Band (Mikal Cronin al basso, Charles Moothart seconda chitarra e Emily Rose Epstein alla batteria) che lo accompagna in tour .
Nel 2013, Segall incomincia un nuovo progetto con il nome Fuzz, con la successiva uscita di due singoli e l'omonimo album Fuzz. Il 20 giugno viene pubblicato il suo nono lavoro, Sleeper, un album quasi completamente acustico.
Il 2014 è l'anno di Manipulator, uscito il 26 agosto per la Drag City, è il suo primo doppio LP caratterizzato da suoni psichedelici in cui incide diciassette brani. Il tour di presentazione di Manipulator vede Ty Segall supportato dalla sua band composta da Mikal Cronin al basso, Charlie Moothart alla chitarra ed Emily Rose Epstein alla batteria.
Nel novembre del 2015, Segall annuncia un nuovo album, Emotional Mugger, attraverso la creazione di un sito dedicato www.emotionalmugger.com che contiene un video in cui viene spiegato il progetto e altri dove la nuova formazione suona Live. Il disco, successore di Manipulator – pubblicato ad agosto 2015 – è composto da undici brani, è stato spedito in anteprima alle redazioni dei principali magazine internazionali, con tanto di presentazione cinematografica (in apertura compare la sigla della Columbia Tristar Home Video) e la riproduzione integrale di un film a seguire (i redattori di Pitchfork si sono trovati My Life in una copia e Star Trek II - L'ira di Khan in un'altra).
Nuovo album e nuova band d'accompagnamento, chiamati "The Muggers" che comprende: Mikal Cronin (bass, sax), Kyle Thomas (guitar), Emmett Kelly (guitar), and Wand's Cory Hanson (keyboards, guitar) and Evan Burrows (drums). Durante i Live, Segall utilizza il nome Sloppo e suona mentre indossa una maschera da bambino. Questo è il suo primo album etichettato da vari magazine come Sperimental Rock.

## Strumentazione
Qui sotto è riportata la strumentazione utilizzata da Ty Segall dal vivo.
Le chitarre spesso utilizzate dal vivo sono:
- Fender Jaguar,
- Fender Mustang,
- Gibson SG
- Gibson Les Paul

Gli amplificatori spesso utilizzati dal vivo sono:
- Music man HD-150 Reverb
- Fender Quad Reverb

I pedali spesso utilizzati dal vivo sono:
- Death by Audio fuzz war
- Boss DS-1
- Morley WVO Wah Volume

## Discografia

### Carriera solista

#### Album in studio
- 2008 - Ty Segall
- 2009 - Lemons
- 2010 - Melted
- 2011 - Goodbye Bread
- 2012 - Twins
- 2013 - Sleeper
- 2014 - Manipulator
- 2016 - Emotional Mugger
- 2017 - Ty Segall
- 2018 - Freedom's Goblin
- 2019 - First Taste
- 2021 - Harmonizer
- 2022 - Hello, Hi
- 2024 - Three Bells
- 2024 - Love Rudiments
- 2025 - Possession

#### Altri album
- Horn the Unicorn (Original Release) - Cassette (2008; Wizard Mountain)
- Halfnonagon (split with Superstitions) - Cassette (2008; Wizard Mountain)
- Swag / Sitting In The Back Of A Morris Marina Parked At The Pier Eating Sandwiches Whilst The Rain Drums On The Roof (split with Black Time) - LP (2009; Telephone Explosion Records)
- Horn the Unicorn (Re-release with Addition Tracks) - LP (2009; HBSP-2X)
- Ty Segall & Lemons - Cassette (2010; Burger Records)
- $ingles - Cassette (2010; Psychic Snerts)
- San Francisco Rock Compilation or Food or Weird Beer From Microsoft - Limited Release, only 350 copies made - Cassette/LP (2010; God? Records issued cassette only / 2011; Social Music Records issued LP only)
- Live In Aisle Five - LP (2011; Southpaw Records)
- Singles 2007-2010 - Double LP/CD (2011; Goner Records)
- Slaughterhouse (as Ty Segall Band) - CD/LP (2012; In The Red Records)
- Gemini (Demo version of Twins) - LP (2013; Drag City; Sea Note)
- $INGLE$ 2 – LP, CD, cassette, MP3/FLAC digital download (2014; Drag City)
- Live in San Francisco (as Ty Segall Band) – LP, CD, MP3 (2015; Drag City)
- Fudge Sandwich - (2018; In The Red Records)
- Deforming Lobes - Live (as Ty Segall Freedom Band) (2019)

#### Singoli / EP
- Skin - 7" (2008; Goodbye Boozy Records)
- It - 7" (2008; Chocolate Covered Records)
- Cents - 7" (2009; Goner Records)
- Universal Momma - 7" (2009; True Panther)
- My Sunshine - 7" (2009; Trouble In Mind)
- The Drag / Maria Stacks (split with Thee Oh Sees) - 7" (2009; Castle Face)
- Caesar - 7" (2010; Goner Records)
- 4 Way Split (split with CoCoComa, The White Wires, & Charlie and The Moonhearts) - 7" (2010; Trouble In Mind)
- GonerFest Seven Golden Ticket Record (split with Armitage Shanks, UV Race, & Strapping Field Hands) - 7" (2010; Goner Records)
- Diamond Way / My Head Explodes (split with JEFF the Brotherhood) - 7" (2010; Infinity Cat Recordings)
- Bruise Cruise Vol. 1 (split with Thee Oh Sees) - 7" (2010; Bruise Cruise Records)
- Ty Rex EP - 12" (2011; Goner Records)
- I Can't feel It - 7" (2011; Drag City)
- Spiders - 7" (2011; Drag City)
- Tour Split (split with Feeling Of Love) - 7" (2012; Permanent Records)
- The Hill - 7" (2012; Drag City)
- Would You Be My Love? - 7" (2013; Drag City)
- Ty Rex II EP - 7" (2013; Goner Records)
- Music From a Film 1 (split with Chad & The Meatbodies) - 7" (2013; Famous Class Records)
- Feel - 7" (2014; Drag City)
- Motörhead / Paranoid – 7" (2014; Drag City) - as Ty Segall Band
- Mr. Face – 7" (2015; Famous Class Records)
- She's a Beam (with Cory Hanson) (2020)

#### Compilation in cui è apparso
- Yeti Eight (Contributes Tracks: 2 - Lovely One (Demo)& 16 - I Think I've Had It) - CD (2009; Yeti Publishing LLC)
- Our Boy Roy (Contributes Track: Pretty Woman) - LP (2010; Telephone Explosion Records)
- In a Cloud: New Sounds of San Francisco (Contributes Track: Hey Big Mouth) - LP (2010; Secret Seven Records)
- Stuffs Vol. 1 (Contributes Track: Flys Better) - LP (2010; Compost Modern Art Recordings)
- Live At The Empty Bottle (Contributes Track: Girlfriend (live)) - LP (2012; Shimby Presents)
- Live at Death By Audio 2012 (Contributes Track: Imaginary Person (live)) - 7" Flexi Book (2013; Famous Class Records)

#### Video ufficiali
- Cents (2009)
- Pretty Baby (You're So Ugly) (2010)
- Girlfriend (2011)
- Goodbye Bread (2011)
- Where Your Head Goes (2011)
- You Make the Sun Fry (2012)
- The Hill (2012)
- Thank God for the Sinners (2013)
- Fuzz's Fourth Dream (2013)
- The Man Man (2013)
- Manipulator (2014)
- The Singer (2014)
- Feel Good (2021)

### Collaborazioni

#### Con Mikal Cronin
- Pop Song - 7" (2009; Goodbye Boozy Records)
- Reverse Shark Attack - Cassette/LP (2009; Burger Records issued cassette only / Kill Shaman Records issued LP only)
- Group Flex (Contribute Tracks: Fame; Suffragette City) 6 x Flexi Disc/Book (2011; Castle Face)

#### Con White Fence
- Hair - CD/LP (2012; Drag City)
- Joy (2018)

### Come membro di altri gruppi

#### Epsilons
- Evil Robots - CD/EP (2005, Modern Sleeze)
- Epsilons / Hips (split with Hips) - 7" (2006; olFactory Records)
- Epsilons - CD/LP (2006; Retard Disco issued CD only / Young Cubs issued LP only)
- Killed 'Em Deader 'N A Six Card Poker Hand - CD/LP (2007; Retard Disco issued CD only / HBSP-2X issued LP only)

#### Party Fowl
- Scum Fuck Revolt: A GG Allin Tribute compilation (Contributes Track: Die When You Die) - CD (2006; Husk Records)
- Washed Shores compilation (Contributes Track: Portage 53) - Cassette (200?; Seafoam Records)
- Party Fowl - 7" (2008; Post Present Medium)
- STD's - 7" (2008; Goodbye Boozy Records)

#### The Traditional Fools
- The Primate Five vs The Traditional Fools (split with The Primate Five) - 7" (2007; Goodbye Boozy Records)
- The Traditional Fools - 7" (2007; Chocolate Covered Records)
- The Traditional Fools - LP (2008; Wizard Mountain/Make A Mess Records)

#### The Perverts
- The Perverts - 7" (2009; HBSP-2X)

#### Sic Alps
- "Breadhead" - 7" (2011; Drag City Records)

#### Fuzz
- This Time I Got A Reason/Fuzz's Fourth Dream - 7" (2012, Trouble In Mind)
- Sleigh Ride/You Won't See Me - 7" (2013, In the Red)
- Live in San Francisco EP - 12" (2013, Castle Face)
- Fuzz - LP (2013, In the Red)
- Sunderberry Dream/21st Century Schizoid Man - 7" (2013, In the Red)
- Till the End of the Day (Kinks cover) - 7" (2014, Famous Class)
- FUZZ II - LP (2015, In The Red)